# Колтубановський
Колтуба́новський (рос. Колтубановский) — селище у складі Бузулуцького району Оренбурзької області, Росія.

## Населення
Населення — 3450 осіб (2010; 3852 у 2002).
Національний склад (станом на 2002 рік):
- росіяни — 90 %